# Kanton Melun
Kanton Melun (fr. Canton de Melun) je francouzský kanton v departementu Seine-et-Marne v regionu Île-de-France. Tvoří ho 9 obcí. Kanton vznikl v roce 2015.

## Obce kantonu
- Livry-sur-Seine
- Maincy
- Melun
- Montereau-sur-le-Jard
- La Rochette
- Rubelles
- Saint-Germain-Laxis
- Vaux-le-Pénil
- Voisenon